# Gaultheria phillyreifolia
Gaultheria phillyreifolia là một loài thực vật có hoa trong họ Thạch nam. Loài này được (Pers.) Sleumer mô tả khoa học đầu tiên năm 1936.